# Chalcosyrphus discolor
Chalcosyrphus discolor är en tvåvingeart som först beskrevs av Tokuichi Shiraki 1968.  Chalcosyrphus discolor ingår i släktet mulmblomflugor, och familjen blomflugor. Inga underarter finns listade i Catalogue of Life.